# هنک ۴۵۸۲
سیارک ۴۵۸۲ (به انگلیسی: 4582 Hank، نامگذاری:1989FW) چهار هزار و پانصد و هشتاد و دومین سیارک کشف شده‌است که در ۳۱ مارس ۱۹۸۹ کشف شد.
قدر مطلق سیارک برابر ۱۳٫۰۰ است.